# Powstanie na Malcie (1425–1428)
Powstanie na Malcie w latach 1425–1428 – bunt mieszkańców wysp Malta i Gozo przeciwko aragońskiemu szlachcicowi Gonsalvo Monroyowi, od 1421 posiadającego tytuł hrabiego Malty.

## Tło
W latach 1398–1420 faktyczną kontrolę nad wyspami Malta, Gozo i Comino, będących częścią Korony Aragonii sprawowała wczesna Università, samorząd lokalny wybrany przez lokalną szlachtę w celu ochrony ich praw na wyspach i codziennego zarządzania tymi ostatnimi. W 1420 r. Alfons V Aragoński potrzebował zarówno pieniędzy, jak i wsparcia, ponieważ podjął kilka kampanii na Morzu Śródziemnym. W konsekwencji przekazał wyspy Gonsalvo Monroyowi, pomimo iż samorząd lobbował za pozostaniem częścią Korony Aragonii. Podpisano umowę płatności, a ta ostatnia, w imieniu Monroya została dokonana przez wicekróla Sycylii, Antonio de Cardonę. Umowa ta spowodowała wielkie niezadowolenie na Malcie i Gozo. Wyspy zobowiązały się do wierności Cardonie, a nie Monroyowi, który objął jurysdykcję nad nimi w dniu 7 marca 1421.

## Przebieg powstania
Pierwsze zamieszki wybuchły na Gozo w 1425, na wyspie panował wówczas wielki głód, będący skutkiem brutalnego najazdu muzułmańskiego z 1423, w trakcie którego do niewoli trafiło wielu mieszkańców Gozo, w tym biskup Malty Mauro de Albraynio. 
W 1426 powstanie objęło również Maltę. Buntownicy przejęli kontrolę nad wyspami, podczas gdy żołnierze Monroya i jego żona, Constance de Monroy, zostali otoczeni w Castrum Maris.
Informacje o niepokojach na wyspach maltańskich do króla Alfonsa V Aragońskiego trafiły dopiero na początku 1427, który był zaskoczony trwających powstaniem na Malcie i Gozo, gdyż wcześniej nie otrzymywał skarg od lokalnej ludności.

## Negocjacje i groźba interwencji
W marcu 1427 z inicjatywy Alfonsa V Aragońskiego, dwóch jego najbliższych współpracowników z Królestwa Sycylii, Nicola de Speciale i Guglielmo de Muntayans zostali wyznaczeni do przyjrzenia się niepokojom na Malcie. De Muntayans osobiście udał się na Maltę, aby na miejscu ocenić sytuację. Po powrocie na Sycylię zeznał, że został znieważony na wyspach maltańskich, w efekcie czego rozpoczęto przygotowania do ataku na Maltę i stłumienia buntu siłą.
12 maja 1427 czołowy maltański duchowny Don Cataldo Cusburella i przedstawiciel Università Don Gregorio di Bonello, spotkali się w Palermo z delegacją Królestwa Sycylii, gdzie złożono przyrzeczenie, że mieszkańcy wysp maltańskich zamierzają podporządkować się królowi Alfonsowi V Aragońskiego oraz wykazują chęć pokojowego rozwiązania trwającego impasu. Na dowód tego, Università wysłała do króla przeprosiny i prośbę o ułaskawienie, przyrzeczono lojalność oraz poproszono o zawieszenie przygotowań do podjęcia interwencji zbrojnej na Maltę.

## Porozumienie
Pomimo że Nicola de Speciale i Guglielmo de Muntayans uważali, że należy podjąć interwencję zbrojną na Malcie w ramach odwetu za znieważenie de Muntayansa, ostatecznie król Alfons V Aragoński zdecydował, że Università może kupić lenno, jeśli będzie mogła zwrócić Monroyowi opłatę, którą ten zapłacił w 1421. Kwota ta wynosiła 30 000 florenów aragońskich, i musiała zostać uiszczona w ciągu 4 miesięcy. Do końca 1427 Maltańczycy nie zebrali wystarczającej ilości pieniędzy i musieli negocjować nowy układ. Wicekról Muntayans zablokował wartość 15 000 florenów aragońskich w przejętych aktywach maltańskich na Sycylii. Tymczasem 400 uncie podarowali Francesco Gatto i Marciano Falco, lokalni szlachcice. Università miała zapłacić 5000 florenów w ciągu miesiąca, a pozostałe 10 000 florenów do października 1428.
Negocjacje w sprawie tej ostatniej kwoty utknęły w miejscu do kwietnia 1429. W tym czasie Gonsalvo Monroy był już umierający. Na łożu śmierci umorzył pozostały dług w wysokości 10 000 florenów. Jeszcze 1429 wyspy zostały zwrócone Alfonsowi V. W tym okresie wyspy borykały się z częstymi atakami korsarzy, chroniczną biedą i okresowymi klęskami głodu. Później tytuły i lenno markiza Malty nigdy nie zostały przekazane żadnemu władcy wysp.